# Székelyjó
Székelyjó (románul Săcuieu, németül Zekeldorf) az azonos nevű község központja Romániában, Kolozs megyében. Egyike annak a 14 településnek, amelyek a megyében  GMO-mentes régiót alakítottak.

## Fekvése
A község a Vlegyásza-hegységben fekszik.

## Története
Eredetileg székelyek által alapított település. 1850-ben 1349 lakosából 1348 román és 1 roma volt. 1992-ben a 2017 lakos nemzetiségi megoszlása a következő képet  mutatta: 1883 román és 133 roma.

## Látnivalók
A községben két örökzöld mamutfenyő (sequoia) található, amelyeket Gáll János földbirtokos hozatott Amerikából a 20. század elején.